# 三立二二八報導爭議
三立二二八報導爭議是因三立電視受中華民國行政院新聞局委託製作二二八事件紀念節目時，利用約二十秒的非二二八事件的紀實片段作為節目畫面，被《聯合報》首先指出錯誤，而引起的社會爭論。
2007年2月9日，新聞局以限制招標方式，出資新台幣117萬元委託三立電視製作《228走過一甲子》特別報導。從5月8日起，報導中一段描述基隆屠殺事件的影片被《聯合報》指出錯誤，該報稱那段影片是國共內戰時國民政府軍隊在上海處決囤積貨物的商人或中國共產黨黨員，及纳粹德國元首阿道夫·希特勒殘殺猶太人的片段。
三立否認「造假」，最初不願道歉，更揚言控告首先揭發造假的《聯合報》。至5月9日，三立才正式道歉，但仍不承認「造假」，亦未有公佈後續處分。事件引起各界質疑三立的報導未經查證，甚至以聳動的畫面加深對立；而各政黨陣營互相攻訐，事件變得政治化。
委製節目的案主——行政院新聞局，在5月14日決定，該製作物未通過驗收；由於「瑕疵無法補正」，新聞局主張解除合約，不會支付委製費用，也沒打算進一步向三立求償。

## 引發爭議的片段
《228走過一甲子》共十三個單元，於2007年3月3日至3月7日在三立新聞台分五集播出，由三立新聞部總編輯陳雅琳擔任主持人及旁白。三立新聞台播出該節目時，收視領先其他五家有線新聞台，比第二名的新聞台高一倍。《228走過一甲子》更獲得廣電基金評選為2007年度第一季優良電視節目，廣電基金更曾致函各廣告主，呼籲企業給予這些「優良節目」實質的廣告勉勵。
引起爭議的片段長約20秒，是黑白紀錄片，節目標題為「血染基隆港，碼頭屠殺紀實」。片段顯示幾名國軍在上海槍決犯人，向犯人頭部開槍，多人圍觀。當時，旁白則講述在基隆港，國軍在婦女和小孩面前殘殺他人，朝腦袋開槍轟斃別人。 
另外，阮朝日二二八紀念館創辦人阮美姝在原紀錄片中，利用希特勒殘殺猶太人片段，用以比喻二二八事件同樣殘忍。但三立重製畫面後，就直接變成是228的罹難者；片段中屍體的模樣可清楚辨認出，並不是東方人。

## 事件經過
5月8日，三立召開記者會，發表聲明，表示該片段來自阮朝日二二八紀念館在1994年出版的錄影帶《幽暗角落的泣聲》，又指沒有移花接木，更要保留對《聯合報》的法律追訴權。《聯合報》則發表聲明強調，三立以上海槍決畫面當成二二八事件畫面，是不爭的事實，「宜應自我檢討，不必轉移焦點、誤導視聽。」
5月9日下午，陳雅琳再次召開記者會，公開道歉，又對阮美姝受到困擾一事感到抱歉。她仍強調三立新聞沒有造假，又指畫面的標題不是在指涉內容畫面，因此沒有造假的問題；又稱當初已多次向阮美姝確認，上面沒有告知影帶來源。阮美姝最初回應說，「忘記了」有否告知三立影片來源。
《聯合報》在5月5日詢問該館執行長施國政，他稱有標示片段來源為上海；但後來他又表示記憶有誤，阮美姝也改稱三立沒有跟她求證。記者詢問主持人陳雅琳，同事是否曾勸阻她不要移花接木？陳雅琳只表示，當時是由她本人去取得畫面。

### 新聞局的處理
新聞局將委託三立製作的預算，分成兩筆低於100萬元預算（報導96萬元，製作光碟21萬元），以迴避公開招標的金額限制，新聞局被指有圖利三立之嫌。2007年5月9日，新聞局國內新聞處長林進盛說，新聞局還沒驗收三立的《228走過一甲子》播出帶，所以還未付錢給三立
。2007年5月14日，新聞局開會決議，指《228走過一甲子》出現情境畫面錯置，認定三立違反契約規定，屬於履約重要瑕疵。新聞局決定與三立解除契約，不會支付製播費用，但亦不會求償。

### NCC的處理
國家通訊傳播委員會（NCC）在處分中強調：「研議儘速修法，明文禁止政府、政黨或企業以金錢直接或間接購買或置入新聞；在修法之前，各新聞台之新聞節目如接受委託、贊助或任何對價，應於報導同時明白標示或告知。」

## 後續發展

### 基隆屠殺事件真實性的爭議
曾出版《二二八事件真相考證稿》的中央研究院院士、明清歷史專家黃彰健認為當時基隆已經清空，而且被指屠殺的21師「軍紀嚴明」，所以他不認為有發生屠殺事件。然而有人對此論點提出反駁，指責說法有漏洞。官方出版的報告亦指，3月8日晚上10點半，長官公署下令攻擊，基隆各地槍聲大作。

### 阮美姝質疑《還原228》
阮美姝5月9日晚表示感謝三立、陳雅琳重視二二八事件的態度，並認為此事已捲入政治爭議。她同時表示：台北市文化局委託製作的林江邁後人紀錄片《還原228》才是大有問題。楊渡則表示，他製作的《林江邁的故事》影片，不是講二二八事件的歷史成因，而是林明珠對二二八的回憶，語言問題是林明珠對這件事的回憶，不代表對二二八的歷史詮釋，也不代表對二二八的歷史認知。

### 泛藍推動廢止廣電基金
國民黨批評，廣電基金配合新聞局吹捧三立電視台，將《228走過一甲子》評為「優良節目」，淪為政府打手；將推動廢止《廣播電視事業發展基金條例》。
曾任民進黨要職的廣電基金執行長林育卉認為國民黨立委千方百計羅織罪名，她要求對方提出證據。另外她說，《228走過一甲子》總共有13集，這次引發爭議的只有20多秒；立委若要批評，應該根據事實面；但引發爭議的20多秒片段，在13集中，被播放超過5次。
2007年6月8日，廣電基金舉辦《三立「二二八走過一甲子」影片誤植之省思》座談會。

### 蔣友柏對國民黨的批評
蔣家第四代蔣友柏建議國民黨不應該炒作此事件，因為這只能證明國民黨在上海也有殺人，對國民黨來說是不利的。

## 外部連結
- 三立之戰 白血球心情(備份)（页面存档备份，存于）